# Lorenzo Casanova
Lorenzo Casanova (Genova, ... – Alessandria d'Egitto, ottobre 1870) è stato un mercante italiano, attivo nel traffico di animali selvaggi dai paesi dell'Africa.
Nel 1862 acquistò a Cassala, nel Sudan, un cucciolo di elefante chiamato Jumbo, e lo condusse, assieme ad altri animali, in una lunga marcia fino al porto di Suakin, e da qui in nave a Suez e Trieste. Jumbo fu probabilmente il primo elefante africano condotto in Europa dall'epoca dell'impero romano. A Trieste, Casanova vendette poi tutti gli animali a Gottlieb Christian Kreutzberg, che in Germania possedeva una ménagerie itinerante.
Nel 1864, allo zoo di Dresda, conobbe il commerciante Carl Hagenbeck, con cui stabilì subito un rapporto di collaborazione, impegnandosi a vendergli in esclusiva tutti gli animali di cui entrava in possesso.
Gli affari con Hagenbeck continuarono fino al 1870, quando Casanova, che stava conducendo in Europa un altro carico di 5 elefanti più altri animali, fu colto da gravi febbri e costretto a rimanere a Suez. Scrisse dunque ad Hagenbeck dichiarandosi impossibilitato a portare a termine la consegna, e invitandolo a recarsi personalmente a Suez a ritirare il carico, come Hagenbeck poi fece. Da Suez, Casanova riuscì faticosamente a portarsi ad Alessandria d'Egitto, sempre malato, e qui spirò nel mese di ottobre.